# Erdőfalva (Kolozs megye)
Erdőfalva (románul Ardeova) falu Romániában Kolozs megyében, Magyargyerőmonostor községben, Magyargyerőmonostor közvetlen közelében fekszik.

## Nevének említése
1839-ben Erdőfalva, Argyova, 1863-ban Argyova néven találjuk. Nevének román formája szláv eredetű.

## Története
A Mikola nemzetségből származó által birtokolt területekhez tartozott, akik királyi adomány révén jutottak a püspöki Gyalu vára körüli területekhez a Kapus és Nádas völgyében.
1850-ben már 265 fős lakossága román ajkú.
A falu a trianoni békeszerződésig Kolozs vármegye Bánffyhunyadi járásához tartozott.
1992-ben 123 főre apadt a lakossága, akik a második világháborúig görögkatolikusok voltak, majd ortodoxok lettek.